# Еусебіо Діас
Еусебіо Діас (ісп. Eusebio Díaz, 1901 — 1959) — парагвайський футболіст, що грав на позиції півзахисника, зокрема, за клуб «Гуарані» (Асунсьйон), а також національну збірну Парагваю.

## Клубна кар'єра
Виступав за команду «Гуарані» (Асунсьйон). 

## Виступи за збірну
1923 року дебютував в офіційних матчах у складі національної збірної Парагваю. Протягом кар'єри у національній команді, яка тривала 8 років, провів у її формі 17 матчів.
У складі збірної був учасником чотирьох Чемпіонатів Південної Америки — 1923, 1924, 1925, 1929. На трьох перших завоював разом з командою «бронзу», а на останньому - «срібло».
Також брав участь в чемпіонаті світу 1930 року в Уругваї, де зіграв в обох іграх своєї команди - проти США (0:3) і Парагваю (1:0).
Помер 1 січня 1959 року на 59-му році життя.

## Титули і досягнення
- Срібний призер Чемпіонату Південної Америки: 1922, 1929
- Бронзовий призер Чемпіонату Південної Америки: 1923, 1924, 1925